# Ojibwe (taal)
Ojibwe, ook wel Anishinaabemowin of Ojibwemowin genoemd, is een Algonkische taal die gesproken wordt door de Ojibweg (Anishinaabeg, Chippewa) en, in enigszins afwijkende vorm, door de Odaawaag (Odawa) en andere verwante inheemse indianenvolkeren in de Grote Merenregio van Noord-Amerika. De taal heeft ongeveer 45.000 sprekers in Canada, waar het de op een na grootste inheemse taal is, en zo'n 14.000 in de Verenigde Staten, waar het de op twee na grootste inheemse taal is.
De taal bestaat uit een enorme variëteit aan dialecten. De verschillen tussen bijvoorbeeld de noordelijke (Canadese) dialecten enerzijds en de dialecten in de VS zijn substantieel. Ook de dialecten die bijvoorbeeld in Michigan gesproken worden kunnen qua vocabulaire en uitspraak aanzienlijk verschillen met die uit Wisconsin of Minnesota.
De Ojibweg waren belangrijke handelspartners van de Franse en later Britse en Amerikaanse pelshandelaren. De Objibwetaal werd daarom de handelstaal van de Grote- Merenregio en speelde als lingua franca eeuwenlang een belangrijke rol in de onderlinge relaties tussen de inheemse en Europese naties.
Ojibwemowin is nauw verwant aan andere Algonkische talen als Cree, Algonkin/Omàmiwininiwak, Bodéwadmi en Giiwigaabaw. Oji-Cree (ook wel Severn Cree of Anishininiimowin genoemd) is een mengvorm van Ojibwe en Cree.

## Etymologie

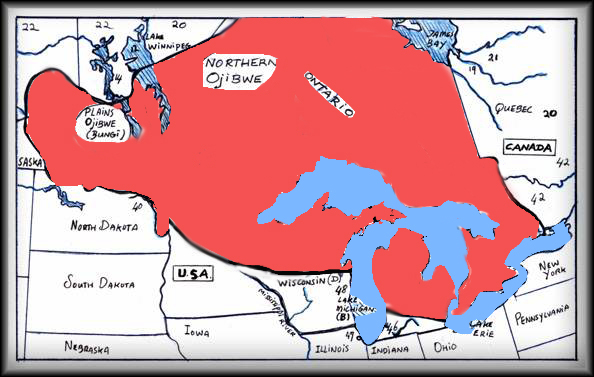
Overzichtskaart van het gebied waar de Ojibwetaal traditioneel wordt gesproken, 19e eeuw tot heden. British Columbia, Alberta, Kansas, Ohio en Oklahoma zijn hier niet bij inbegrepen.

Etymologisch gezien zijn er na het Nahuatl en Taíno geen inheemse Amerikaanse talen die zoveel sporen in de Amerikaanse topografie hebben achtergelaten als de Algonkische talen, waaronder het Ojibwe. Enkele bekende voorbeelden zijn:
Algemeen:
- Het begrip manitoe (geest): van manidoo, wat letterlijk "mysterie" betekent;
- Het begrip toboggan: van odaabaa’igan, sneeuwslee;
- Het begrip totem: van (o)doodem, wat letterlijk "(zijn) familie-embleem" betekent;
- het woord mocassin: van makisin, "schoeisel";
- het Engelse moose: van mooz, wat oorspronkelijk "bast-eter" betekent (eland);
- het woord pecan (nootsoort): van bagaan, noot;
- het begrip wigwam (huis, hut): van wiigiwaam, wat "huis bedekt met berkenbast" betekent;
- het begrip squaw: van ikwe, "vrouw". (Deze benaming heeft overigens een negatieve lading gekregen door een beledigend gebruik ervan door Euro-Amerikaanse kolonisten en pelshandelaren in de 17e, 18e en 19e eeuw en is daarom uit het "politiek correcte" idioom van de 21e eeuw geschrapt.);
- het begrip Eskimo (Inuit): van Ashki-omaa, "zij eten (vlees) rauw" (volgens veel moderne taalwetenschappers overigens een aanvechtbare theorie).

Topografisch:
- Chicago: van het woord zhigaagong, wat "plaats van het stinkdier" betekent;
- Illinois: van ininiwag, wat "mannen" betekent, of (volgens andere bronnen) van iliniweg, wat "zij spreken op normale wijze" betekent;
- Kansas: van aakans, "zij die bij het kleine hellegat wonen";
- Manitoba: van manidoowabigamaa, "zeestraat waar mysterie huist";
- Milwaukee: van minowaki: "goede grond";
- Michigan: van mishigami(ing), "groot meer", of: van mishiikenh, "zeeschildpad" of bijtschildpad;
- Michilimackinac (het eiland Mackinac): van mishinii-makinaakong, "plaats van de grote bijtschildpad";
- Missouri: van een woord dat "groot modderwater" betekent;
- Mississippi: mishi-ziibi, "het grote water";
- Ottawa: van Odaawaa, "handelaar";
- Winnebago (spreek uit: win-e-BEE-go) : van het woord wiinibyegoog, wat "volk van het stilstaande water" betekent.

## Schrift
De Ojibweg kenden twee soorten schrift: een zeer oud picturaal schrift en (in Canada) een relatief nieuw syllabenschrift. Dit syllabenschrift, dat vanaf de tweede helft van de 19e eeuw wordt gebruikt, is nog altijd gangbaar bij de noordoostelijke Ojibweg (Nakawēk). Het woord Anshinaabemowin bijvoorbeeld wordt hierin als ᐊᓂᔑᓈᐯᒧᐎᓐ geschreven.
Vele eeuwen eerder, toen ze nog aan de Noord-Atlantische kust leefden, hadden de Ojibweg al een hiërogliefenschrift ontwikkeld dat overeenkomsten vertoonde met de teksten van de Walam Olum van de Lenni-Lenape en het hiëroglyfenschrift van de Mi'kmaq, en dat ook nadat ze omstreeks de 13e of 14e eeuw in het Grote Merengebied terechtkwamen, gebruikt werd in de gewijde riten van de Midewiwin ("medicijnhuizen"). Dit picturale schrift werd vereeuwigd op rolvormig perkament van berkenbast (dat wel duizend jaar meegaat; de Midewiwin kent zeven van deze rollen) en in de vorm van petrogliefen die hier en daar hun sporen hebben nagelaten in het Canadees Schild.

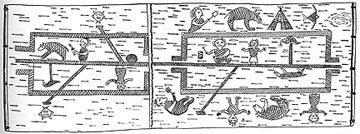
Voorbeeld van een oude picturale afbeelding op berkenbast. De precieze betekenis ervan is slechts bekend bij ingewijden in de Midewiwinleer. Bron: geocities.com/the_wanderling/midewiwin.html

De opperhoofden die vroeger verdragen met de Britten ondertekenden, gebruikten doorgaans als handtekening een ‘X’ met daarachter een oud Ojibwe-hiëroglyfenkarakter dat hun doodem (totem) vertegenwoordigde. Tegenwoordig verwerken veel Anishinaabe- ‘Medicine Painters’ motieven in hun kunst die zijn afgeleid van deze archaïsche schrifttaal.
Het huidige geschreven Ojibwe, dat gebruikmaakt van het Latijnse alfabet, bestaat nog maar relatief kort. Er is geen standaard orthografie; in de jaren 80 van de twintigste eeuw is echter een nieuwe schrijfmethode ontwikkeld die bij zowel de (zuidelijke) Ojibweg zelf als bij taalwetenschappers en leraren aan populariteit wint. (In de gebieden ten noordoosten van de Grote Meren is men eerder geneigd in syllabenschrift te schrijven). De term die voor deze nieuwe schrijfmethode wordt gebruikt heet de Fiero-orthografie oftewel het dubbele-klinkersysteem (Double Vowel System). Het onderliggende idee van de Fiero-orthografie is dat de gebruikte letters of lettercombinaties, ondanks dat ze aan het Latijnse alfabet zijn ontleend, in plaats van Engelse klanken Ojibwe-klanken vertegenwoordigen.
In onderstaande lijst worden klinkers en medeklinkers uit het Ojibwemowin gegeven, alsmede de Nederlandse (of soms Engelse en Franse) equivalenten van de Ojibwe-klanken. Bedenk wel dat deze klankenlijst verre van perfect is en de werkelijke klanken slechts in de verte benadert.
- a als in appel, en soms als in het Engelse luck
- aa als in Engelse author maar dan langgerekt en met klemtoon
- e als in week; soms als in wek
- g als in het Engelse good
- i als in kin
- ii als in vlieger (maar dan langgerekt)
- o als in pot
- oo als in boot, en soms als in hoed
- u als in bult
- ch als in het Engelse chin
- j als in het Engelse judge
- ñ of ŋ of nh geplaatst achter een dubbele klinker: een (Franse) nasale klank-uitgang
- sh als in show
- y als in jarig
- zh als in het Engelse pleasure
- een apostrof: duidt een glottisslag aan.

Alle overige medeklinkers klinken (bij benadering) als in het Nederlands.
De klemtoon in woorden ligt meestal op de dubbele klinkers (aa, ee,ii,oo).